# Арнесон, Роберт
Роберт Арнесон (англ. Robert Arneson, полное имя Robert Carston Arneson; 1930—1992) — американский скульптор и педагог — профессор керамики на художественном факультете в Калифорнийском университете в Дейвисе в течение почти трех десятилетий.

## Жизнь и деятельность
Родился 4 сентября 1930 года в городе Бениша, Калифорния.
Окончил в Бенише среднюю школу и бо́льшую часть своей молодости провел в качестве карикатуриста в местной газете. Затем продолжил своё образование в Калифорнийском колледже искусств в Окленде, получив там степень бакалавра (BFA), и в колледже Mills College также в Окленде, где получил степень магистра (MFA) в 1958 году. После ранних работ акварелью он начал заниматься керамикой.
В начале 1960-х годов Арнесон и несколько других калифорнийских художников начали отказываться от традиционного изготовления функциональных керамических предметов и вместо этого начали делать нефункциональные скульптуры. Новое движение было названо Фанк-арт, и Арнесон считается отцом этого движения в керамике.
Его творчество содержит много автопортретов, которые были описаны как «автобиография в глине». Работа Doyen с 1972 года находится в собрании Гонолульского художественного музея и является примером смешного карикатурного автопортретов художника. Даже его крупные скульптуры Eggheads имеют самоподобие. Среди последних работ, которые Роберт Арнесон закончил перед своей смертью в 1992 году, пять Eggheads были установлены в кампусе Калифорнийского университета в Дейвисе около 1994 года. Спорные элементы скульптур продолжают служить источником интереса и обсуждения в кампусе, вдохновляя блог кампуса с таким же именем. Ещё две копии Eggheads были установлены в Сан-Франциско. Одним из самых известных и противоречивых произведений Арнесона является бюст Джорджа Москоне — мэра Сан-Франциско, который был убит в 1978 году.
Педагогическая карьера Роберта Арнесона началась вскоре после получения им степени магистра изящных искусств (MFA). Он работал в колледже Santa Rosa Junior College в городе Санта-Роза, штат Калифорния в 1958—1959 годах. Затем последовала должность в школе Fremont High School в Окленде, штат Калифорния, (1959—1960); затем начал преподавать дизайн и ремёсла в оклендском Mills College (1960—1962). Следующее назначение Арнесона состоялось в 1962 году в Калифорнийском университете в Дейвисе, где его талант был признан Ричардом Нельсоном (Richard L. Nelson), который основал в университете художественный отдел. В дополнение к Роберту Арнесону, Нельсон принял Мануэля Нери, Уэйна Тибо и Уильяма Уайли, каждый из которых добился международного признания.
Первоначально нанятый, чтобы преподавать уроки дизайна колледже College of Agriculture, именно Арнесон создал программу керамической скульптуры для художественного факультета. Во многих отношениях это был смелый и радикальный шаг, поскольку керамика ещё не была признана в то время методом, подходящим для изобразительного искусства. Со времени своего основания студенческая студия керамики размещалась в рифленом металлическом здании, известном как TB-9, и именно здесь Роберт Арнесон провел почти три педагогических десятилетия до своей отставки летом 1991 года.
Умер от рака печени 2 ноября 1992 года в своём доме в городе Бениша. В родном городе скульптора создан парк его имени вдоль пролива Каркинез.
Роберт Арнесон был дважды женат. Брак с Джанет Дженсен (Jeanette Jensen) закончился разводом. Вторая жена — Сандра Шеннонхаус (Sandra Shannonhouse). Дети: дочь Тенайя, а также четыре сына: Лейф, Крег, Дерек и Кирк.

## Наследие
Работы Арнесона находятся в государственных и частных коллекциях США и всего мира, включая Чикагский институт искусств, Виргинский музей изобразительных искусств, Музей Хиршхорн и сад скульптур, Художественный музей Гонолулу, Метрополитен-музей, Национальный музей современного искусства в Киото, Музей современного искусства Сан-Франциско, Музей американского искусства Уитни, Смитсоновский музей американского искусства, Бирмингемский художественный музей, в посольстве США в Ереване, Армения, и многих других местах.
В галерее Nelson Gallery Калифорнийского университета в Дейвисе находится около 70 произведений художника, в том числе его работа «The Palace at 10am».